# Hasseröder
Hasseröder is een Duits bier van lage gisting. Het bier wordt sinds 1872 gebrouwen in de Hasseröder Brauerei te Wernigerode, sinds 2003 behorende tot AB InBev Deutschland.
Tijdens de DDR-tijden was het bier regionaal vooral populair in het Bezirk Maagdenburg en na de Duitse hereniging werd het bier populair over heel Duitsland. In 2005 kwam Premium Export in het gamma, gevolgd in 2011 door Hasseröder Vier en Hasseröder Schwarz. Met een jaarproductie van 2,36 miljoen hl in 2013, staat het biermerk op de vijfde plaats in Duitsland.

## Varianten
- Premium Pils , blonde pils met een alcoholpercentage van 4,9%
- Premium Export, blond Exportbier met een alcoholpercentage van 5,5%
- Premium Radler, radler, mix van Exportbier en citroenlimonade met een alcoholpercentage van 2,7%
- Hasseröder Vier, blond bier met een alcoholpercentage van 4%
- Hasseröder Schwarz, Schwarzbier met een alcoholpercentage van 5%
- Hasseröder Fürstenbräu Granat met een alcoholpercentage van 5,8%

## Prijzen
Premium Pils kreeg veertien maal de gouden medaille van de DLG (Deutsche Landwirtschafts-Gesellschaft) en negen maal de zilveren medaille. In 2014 verkreeg Radler de gouden medaille van de DLG.